# Euseius notatus
Euseius notatus är en spindeldjursart som först beskrevs av Mohammad Nazeer Chaudhri 1968.  Euseius notatus ingår i släktet Euseius och familjen Phytoseiidae. Inga underarter finns listade i Catalogue of Life.